# Neospintharus rioensis
Neospintharus rioensis là một loài nhện trong họ Theridiidae.
Loài này thuộc chi Neospintharus. Neospintharus rioensis được H. Exline & Herbert Walter Levi miêu tả năm 1962.